# Pave Eugenius 1.
Eugenius 1. (død 2. juni 657) var pave fra 10. august 654 til sin død i 657. Han blev født i Rom som søn af Rufinianus.
Der vides ikke meget om Eugenius' tidligere liv, andet end at han var fra Aventinerhøjen og var kendt for sin hellighed, mildhed og velgørenhed. Han havde været gejstlig i sin ungdom og havde forskellige stillinger i den romerske kirke.